# ダリオ・アグラサル
- ダリオ・アグラザル
- ダリーオ・アグラサール

ダリオ・アブディエル・アグラサル・エスピノーサ（Darío Abdiel Agrazal Espinosa, 1994年12月28日 - ）は、パナマ共和国アグアドゥルセ出身のプロ野球選手（投手）。右投右打。現在は、フリーエージェント（FA）。

## 経歴

### プロ入りとパイレーツ時代
2012年7月にインターナショナル・フリーエージェントでピッツバーグ・パイレーツとマイナー契約し、プロ入り。
2013年6月13日にパイレーツ傘下のルーキー級ドミニカン・サマーリーグ・パイレーツ2で先発しプロデビュー。このシーズンは13試合（うち12先発）に登板・60.0回を投げて、6勝0敗、防御率2.40、32奪三振を記録した。
2014年はガルフ・コーストリーグ・パイレーツに昇格。12試合（全て先発）・55.2回を投げて、3勝4敗、防御率4.20、34奪三振を記録した。
2015年はA-級ウェストバージニア・ブラックベアーズに昇格。14試合（全て先発）・76.0回を投げて、6勝5敗、防御率2.72、45奪三振を記録した。
2016年はA級ウェストバージニア・パワーに昇格。27試合（全て先発）・150.0回を投げて、8勝12敗、防御率4.20、88奪三振を記録した。
2017年はA+級ブレイデントン・マローダーズに昇格し開幕を迎えた。6月20日にAA級アルトゥーナ・カーブに昇格。翌21日の試合で先発後、右胸の張りで7日間故障者リスト入りし、以後登板なくシーズンを終えた。シーズン成績は2球団合計で15試合（うち14先発）登板・84.1回を投げて、5勝4敗、防御率2.99、65奪三振を記録した。オフの11月20日にメジャー契約を結び、40人枠に追加された。
2018年はAA級アルトゥーナで開幕を迎えた。5月26日に右肩の張りで7日間故障者リスト入り。7月23日にA+級ブレイデントンで復帰。8月5日にAA級アルトゥーナに再昇格した。このシーズンは2チーム合計で17試合（うち16先発）登板・93.2回を投げて、5勝6敗・防御率3.65、56奪三振を記録した。シーズンオフにアリゾナ・フォールリーグのサプライズ・サグアロスに所属、1試合に先発した。
2019年もAA級アルトゥーナで開幕を迎えた。4月28日にAAA級インディアナポリス・インディアンスに昇格。6月15日にメジャー昇格し、同日行われたマイアミ・マーリンズ戦でメジャー初先発。この試合では4.0回を投げて3失点で、勝ち負けは付かなかった。翌16日にインディアナポリス降格。10日後の26日にメジャー再昇格し、同日行われたヒューストン・アストロズ戦で先発。この試合では6.0回を投げて2失点で、メジャー初勝利を挙げた。最終的に15試合（うち14先発）に登板して4勝5敗、防御率4.91、41奪三振を記録した。オフの11月20日にDFAとなった。

### タイガース傘下時代
2019年11月25日に金銭トレードで、デトロイト・タイガースへ移籍した。
2020年1月8日にエリック・ハースの加入に伴ってDFAとなり、13日にマイナー契約で傘下のAAA級トレド・マッドヘンズへ配属された。7月23日にメジャー契約を結んで40人枠入りしたが、一度も登板することなく10月27日にマイナー契約となり、AAA級トレドへ送られた。その後、11月2日にFAとなった。

### ダイヤモンドバックス傘下時代
2021年5月19日にアリゾナ・ダイヤモンドバックスとマイナー契約を結んだ。この年はAA級アマリロ・ソッドプードルズで1試合登板したにとどまり、オフの11月7日にFAとなった。

## 投球スタイル
平均91mphの速球（シンカー:フォーシーム≈4:1）、平均83mphのスライダー、平均86mphのチェンジアップを投げる。

## 詳細情報

### 年度別投手成績
| 年 度    | 球 団    | 登 板 | 先 発 | 完 投 | 完 封 | 無 四 球 | 勝 利 | 敗 戦 | セ 丨 ブ | ホ 丨 ル ド | 勝 率 | 打 者 | 投 球 回 | 被 安 打 | 被 本 塁 打 | 与 四 球 | 敬 遠 | 与 死 球 | 奪 三 振 | 暴 投 | ボ 丨 ク | 失 点 | 自 責 点 | 防 御 率 | W H I P |
| -------- | -------- | ----- | ----- | ----- | ----- | -------- | ----- | ----- | -------- | ----------- | ----- | ----- | -------- | -------- | ----------- | -------- | ----- | -------- | -------- | ----- | -------- | ----- | -------- | -------- | ------- |
| 2019     | PIT      | 15    | 14    | 0     | 0     | 0        | 4     | 5     | 0        | 0           | .444  | 321   | 73.1     | 82       | 15          | 18       | 0     | 10       | 41       | 0     | 0        | 43    | 40       | 4.91     | 1.36    |
| MLB：1年 | MLB：1年 | 15    | 14    | 0     | 0     | 0        | 4     | 5     | 0        | 0           | .444  | 321   | 73.1     | 82       | 15          | 18       | 0     | 10       | 41       | 0     | 0        | 43    | 40       | 4.91     | 1.36    |

- 2022年度シーズン終了時

### 背番号
- 67（2019年）